# Eva Sørensen
Eva Sørensen (Herning, 14 febbraio 1940 – Verbania, 31 dicembre 2019) è stata una scultrice danese.
Si diploma nel 1958 presso il liceo di Herning e nello stesso anno si trasferisce a Copenaghen dove diviene apprendista del pittore Mogens Andersen, inizia il suo percorso artistico come ceramista. Ben presto riconosce la necessità di recarsi all'estero, nel 1959 si trasferisce a Parigi ed inizia a frequentare l'Académie du Feu in Rue Daguerre, lo studio dello scultore László Szabó, del quale diviene allieva.
Rientra a Copenaghen nel 1960 e apprende l'uso del tornio da vasaio presso la Holstebro Lervarefabrik, una fabbrica di ceramiche. Nello stesso tempo diviene apprendista del ceramista Christian Poulsen.
Arriva in Italia agli inizi degli anni '60, dapprima a Milano dove frequenta artisti come Lucio Fontana, Enrico Castellani, Piero Manzoni e Vincenzo Agnetti intrattenendo con quest'ultimo un lungo rapporto di amicizia, Agnetti le dedica una pubblicazione del 1982. 
Nel 1961 è a Faenza dove frequenta l'Istituto statale d'arte per la ceramica, prosegue la sua formazione con un soggiorno ad Albissola Marina dove lavora su sculture in terracotta. Di questo periodo è la sua prima esposizione a Næstved. 
Nel 1962 vince il primo premio al Festival della ceramica ad Albissola. 
Nel corso degli anni '60 passa dall'uso della ceramica a quello del legno e del marmo. Nel periodo 1969-1971 lavora in Svezia con poliestere e ceramica. Dal 1972 al 1977 risiede a Pietrasanta dove inizia ad utilizzare il granito verde di Montorfano, nel 1977 si trasferisce a Mergozzo, poco lontano dalla cava, utilizzando quasi esclusivamente quel materiale per le sue opere di grandi dimensioni collocate poi in spazi pubblici in Danimarca.
Nel 1978 espone diverse opere al Parco Sempione a Milano
Nel 1979 le viene conferita la Medaglia Eckersberg. Nel 1982 espone otto opere monumentali in granito verde nel padiglione della Danimarca alla Biennale di Venezia.